# Gavarret-sur-Aulouste
Gavarret-sur-Aulouste ist eine französische Gemeinde mit 138 Einwohnern (Stand 1. Januar 2022) im Département Gers in der Region Okzitanien (vor 2016: Midi-Pyrénées). Die Gemeinde gehört zum Arrondissement Condom und zum Kanton Fleurance-Lomagne.
Die Einwohner werden Gavarretois und Gavarretoises genannt.

## Geographie
Gavarret-sur-Aulouste liegt circa 31 Kilometer südöstlich von Condom und circa 15 Kilometer nordnordöstlich von Auch in der historischen Provinz Armagnac.
Umgeben wird Gavarret-sur-Aulouste von den fünf Nachbargemeinden:
|                     | Lalanne                                     |                 |
| Montestruc-sur-Gers | Kompassrose, die auf Nachbargemeinden zeigt | Miramont-Latour |
| Sainte-Christie     | Mirepoix                                    |                 |

### Gewässer
Gavarret-sur-Aulouste liegt im Einzugsgebiet des Flusses Garonne.
Der Gers, ein linker Nebenfluss der Garonne, fließt an einem kurzen Abschnitt der nördlichen Gemeindegrenze entlang. Die Aulouste bildet die natürliche Grenze zu den westlichen Nachbargemeinden Montestruc-sur-Gers und Sainte-Christie und mündet dort in den Gers. Außerdem wird Gavarret-sur-Aulouste vom Ruisseau du Haou bewässert.

## Einwohnerentwicklung
Nach Beginn der Aufzeichnungen stieg die Einwohnerzahl zu Beginn des 19. Jahrhunderts auf einen Höchststand von 430. In der Folgezeit sank die Größe der Gemeinde bei zwischenzeitlichen Erholungsphasen bis zu den 1990er Jahren auf ihren tiefsten Stand von rund 120 Einwohnern, bevor eine Phase mit moderatem Wachstum einsetzte, die bis heute andauert.
| Jahr      | 1962 | 1968 | 1975 | 1982 | 1990 | 1999 | 2006 | 2011 | 2022 |
| --------- | ---- | ---- | ---- | ---- | ---- | ---- | ---- | ---- | ---- |
| Einwohner | 133  | 132  | 125  | 132  | 121  | 129  | 133  | 132  | 138  |

## Sehenswürdigkeiten
- Pfarrkirche Sainte-Magdeleine, ein romanischer Bau aus dem 11. Jahrhundert mit einem gotischen Eingangsportal
- Ein Turm als Überbleibsel einer ehemaligen Burg des Lehnsherrn

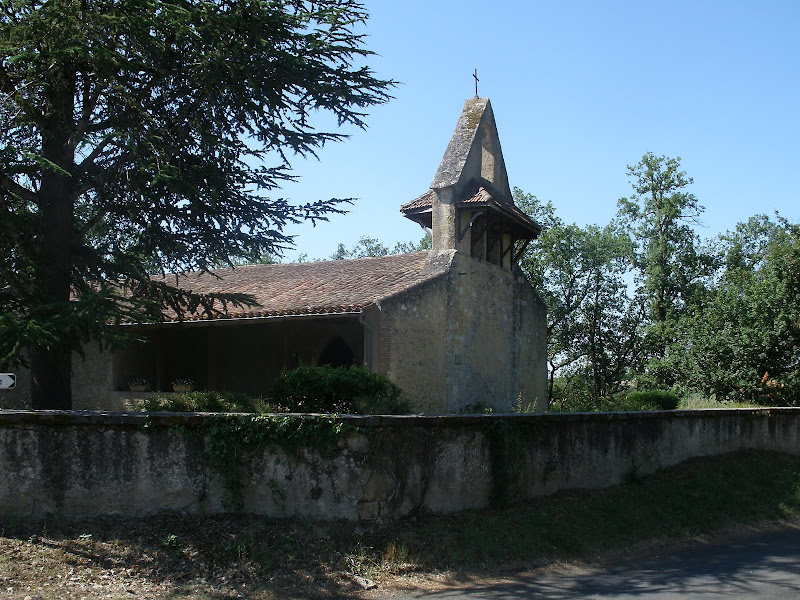
Pfarrkirche Sainte-Magdeleine
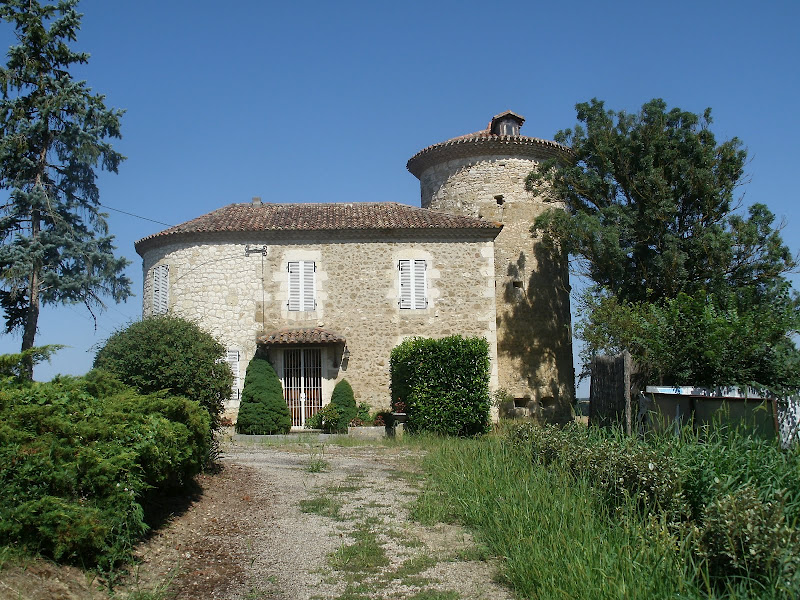
Turm als Überbleibsel einer ehemaligen Burg

## Wirtschaft und Infrastruktur
Gavarret-sur-Aulouste liegt in den Zonen AOC
- des Armagnacs (Armagnac, Bas-Armagnac, Haut-Armagnac, Armagnac-Ténarèze und Blanche Armagnac) und
- des Likörweins Floc de Gascogne (blanc, rosé).[5]

### Verkehr
Gavarret-sur-Aulouste ist über die Routes départementales 240, 241 und 251 erreichbar.